# Li Keqiang
Acesta este un nume chinezesc; numele de familie este Li.
Li Keqiang (/liː kəˈtʃjɑːŋ/; în chineză simplificată: 李克强; mandarină: [li kʰɤ.tɕʰjan]; n. 3 iulie 1955, Hefei⁠(d), Republica Populară Chineză – d. 27 octombrie 2023, Shanghai, Republica Populară Chineză) a fost un politician chinez, premier al Consiliului de Stat al Republicii Populare Chineze. Economist de profesie, Li a fost șeful guvernului în China, precum și una dintre cele mai importante persoane în spatele Afacerilor Economice și Financiare, Afacerilor Externe, Securității Naționale și Aprofundării Reformelor din țară. El a fost, de asemenea, al doilea cel mai important membru al Comitetului Permanent al Biroului Politic al Partidului Comunist Chinez, organismul decizional de facto al țării. Li a fost o parte importantă a celei de-a „cincea generații de conducători chinezi”, alături de Secretarul General Xi Jinping. Li a fost numit al 12-lea cel mai puternic om de Forbes în lista celor mai puternici oameni din lume în 2015 și 2016.

## Copilărie și educație
Li Keqiang s-a născut pe 1 iulie 1955 în Hefei, provincia Anhui. Tatăl său a fost un oficial local din Anhui.
Li a absolvit Liceul Nr. 8 Hefei în 1974, în timpul Revoluției Culturale, și a fost trimis ca forță de muncă rurală în Fengyang, Anhui, unde, în cele din urmă, a aderat la Partidul Comunist Chinez și a devenit șeful echipei locale de producție. Li a refuzat oferta tatălui de a lucra în conducerea locală a partidului și a intrat la facultatea de drept de la Universitatea Peking, unde a obținut diploma în drept și a devenit președinte al consiliului studenților. Ulterior, în 1995, a devenit Doctor de filosofie (PhD) în economie, sub îndrumarea economistului Li Yining. Teza de doctorat a fost distinsă cu Premiul Sun Yefang, cel mai mare premiu chinez în economie.
În 1982, Li a devenit secretar al Ligii Tineretului Comunist la Universitatea Peking. A intrat în conducerea de vârf a organizației naționale a Ligii Tineretului Comunist în 1983 ca membru al secretariatului, unde a lucrat îndeaproape cu fostul Secretar General al Partidului, Hu Jintao. Li a devenit prim-secretar al organizației în 1993, funcție deținută până în 1998. A fost membru reprezentant din prima generație care a crescut din rangurile Ligii Tineretului.

## Prim-ministru (2013 până în 2023)

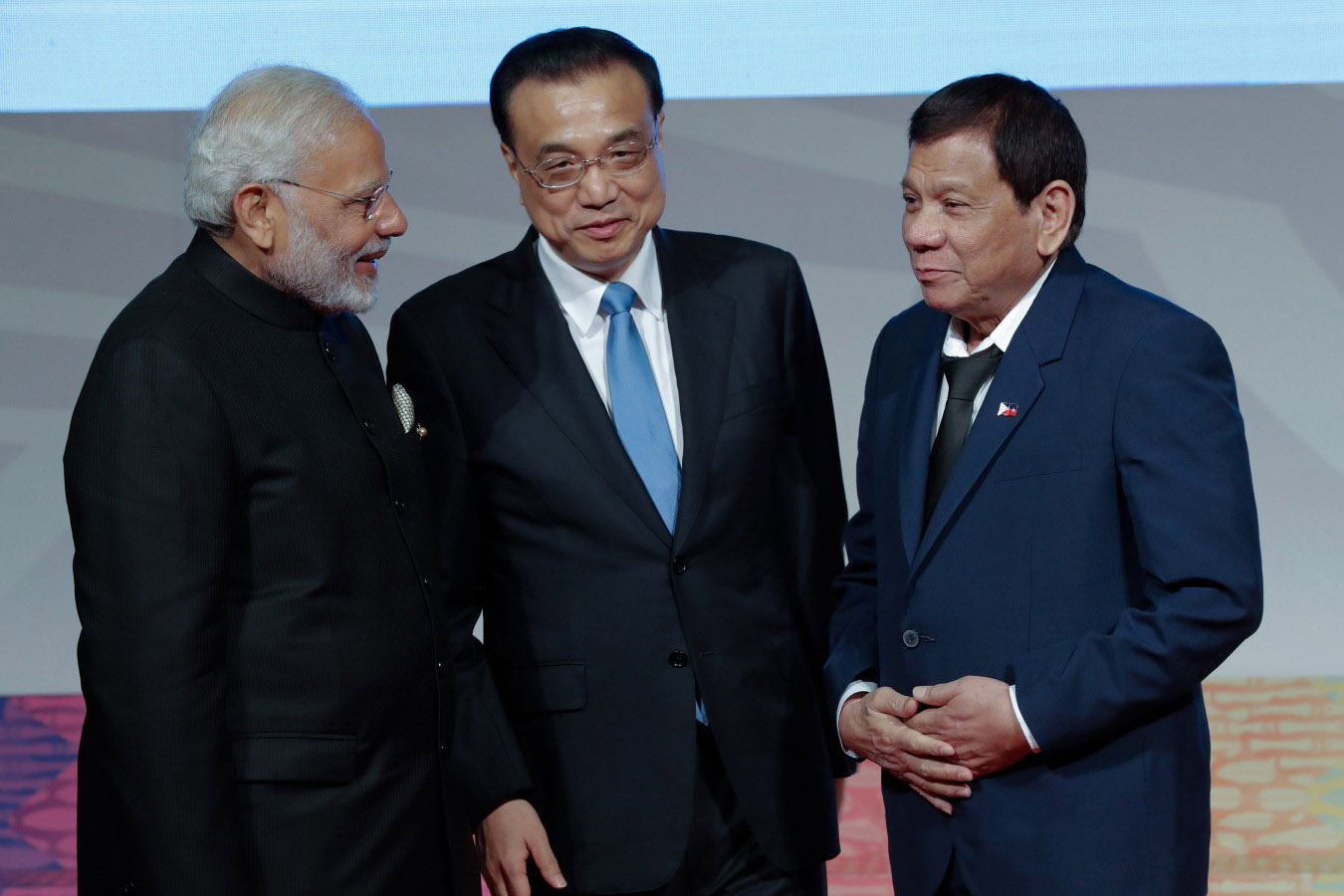
Li cu prim-ministrul indian Narendra Modi și președintele filipinez Rodrigo Duterte

Pe 15 martie 2013, Li Keqiang a fost, așa cum era de așteptat, ales de către al 12-lea Congres Național al Poporului ca Premier. La același Congres, Secretarul General al Partidului, Xi Jinping, a fost ales Președinte. Li l-a înlocuit pe Wen Jiabao, care s-a pensionat după ce a deținut două mandate de premier. Din cei aproape 3.000 de legislatori adunați la Congres, 2.940 au votat pentru Li, trei împotrivă, iar șase s-au abținut. A fost ales pentru un mandat de cinci ani, dar era de așteptat să dețină funcția pentru două mandate, ca și predecesorul său.

Pe 16 martie, Congresul i-a ales pe Zhang Gaoli, Liu Yandong, Wang Yang și Ma Kai ca vice-premieri în urma nominalizărilor lui Li Keqiang. El a oferit primul său discurs important de 17 martie, la încheierea Congresului Național al Poporului, propunând frugalitate în guvern, o distribuție mai echitabilă a veniturilor și continuarea reformei economice. Li și-a concentrat atenția asupra Chinei pentru a o transforma într-o economie bazată pe consum în loc de export. În 2013, Li a fost clasat pe locul 14 în Lista Celor Mai Puternici Oameni din Lume publicată de Forbes, după preluarea funcției de premier.

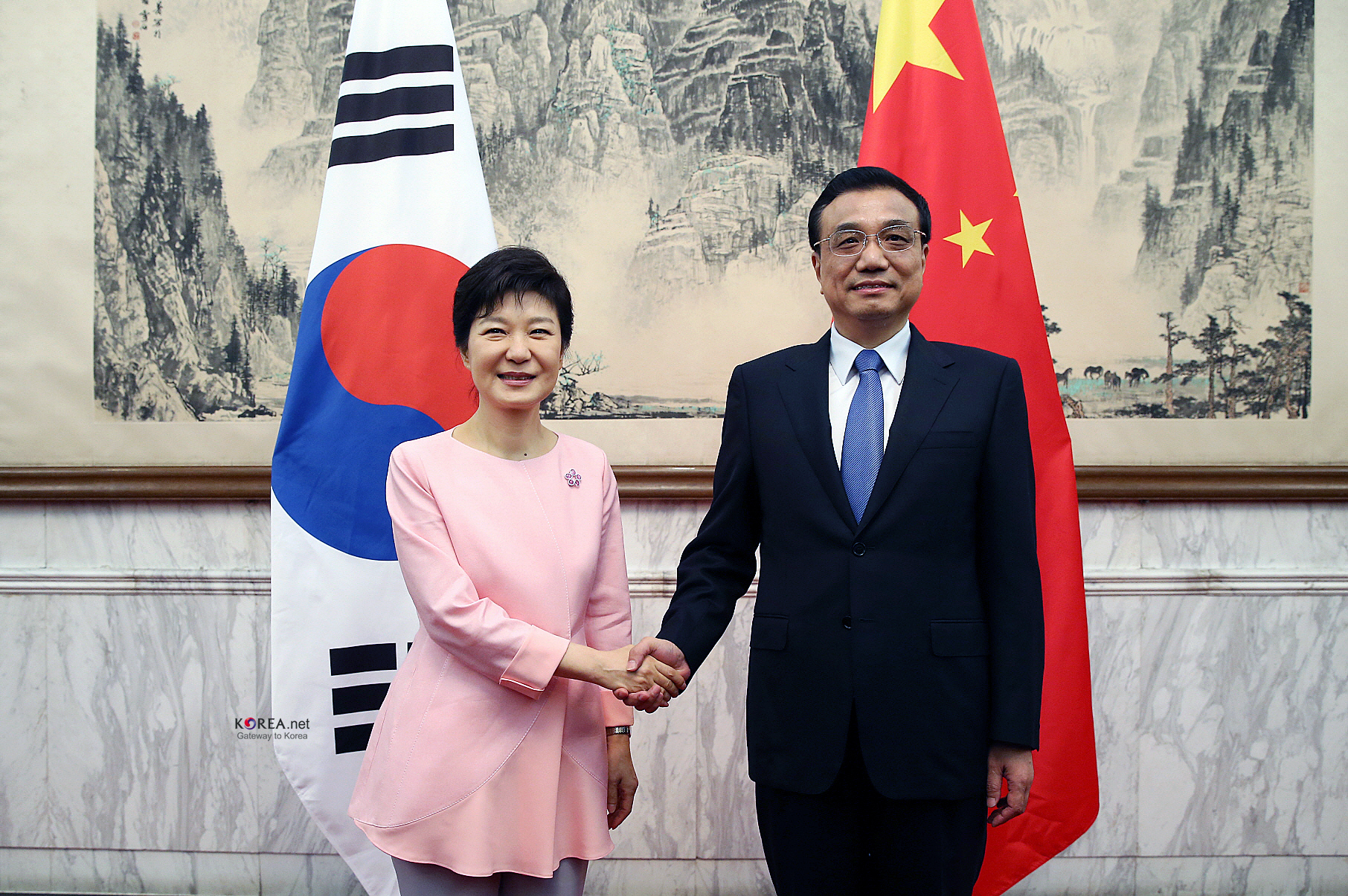
Li se întâlnește cu președintele sud-coreean Park Geun-hye, iunie 2013.
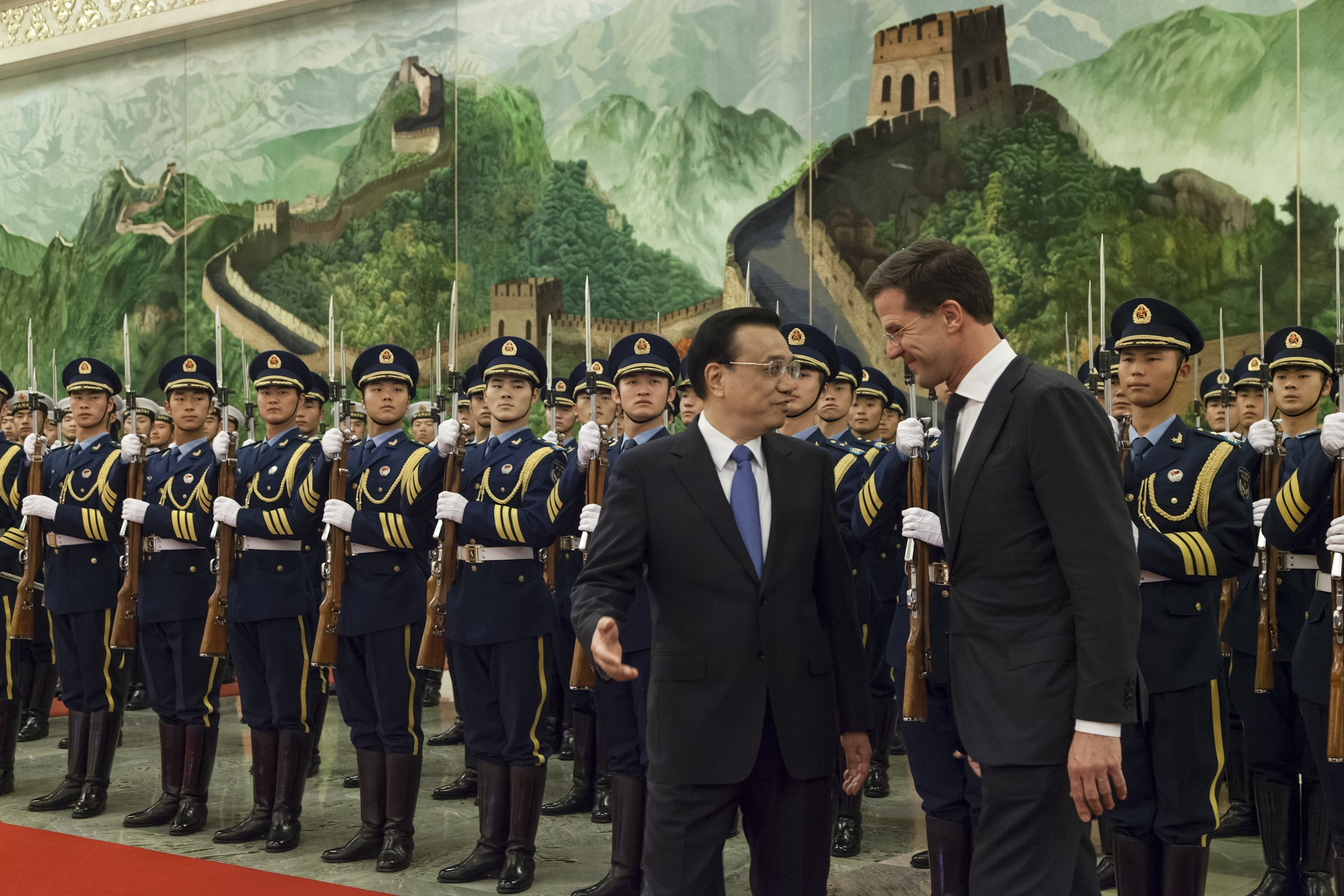
Li se întâlnește cu prim-ministrul olandez Mark Rutte, decembrie 2013.
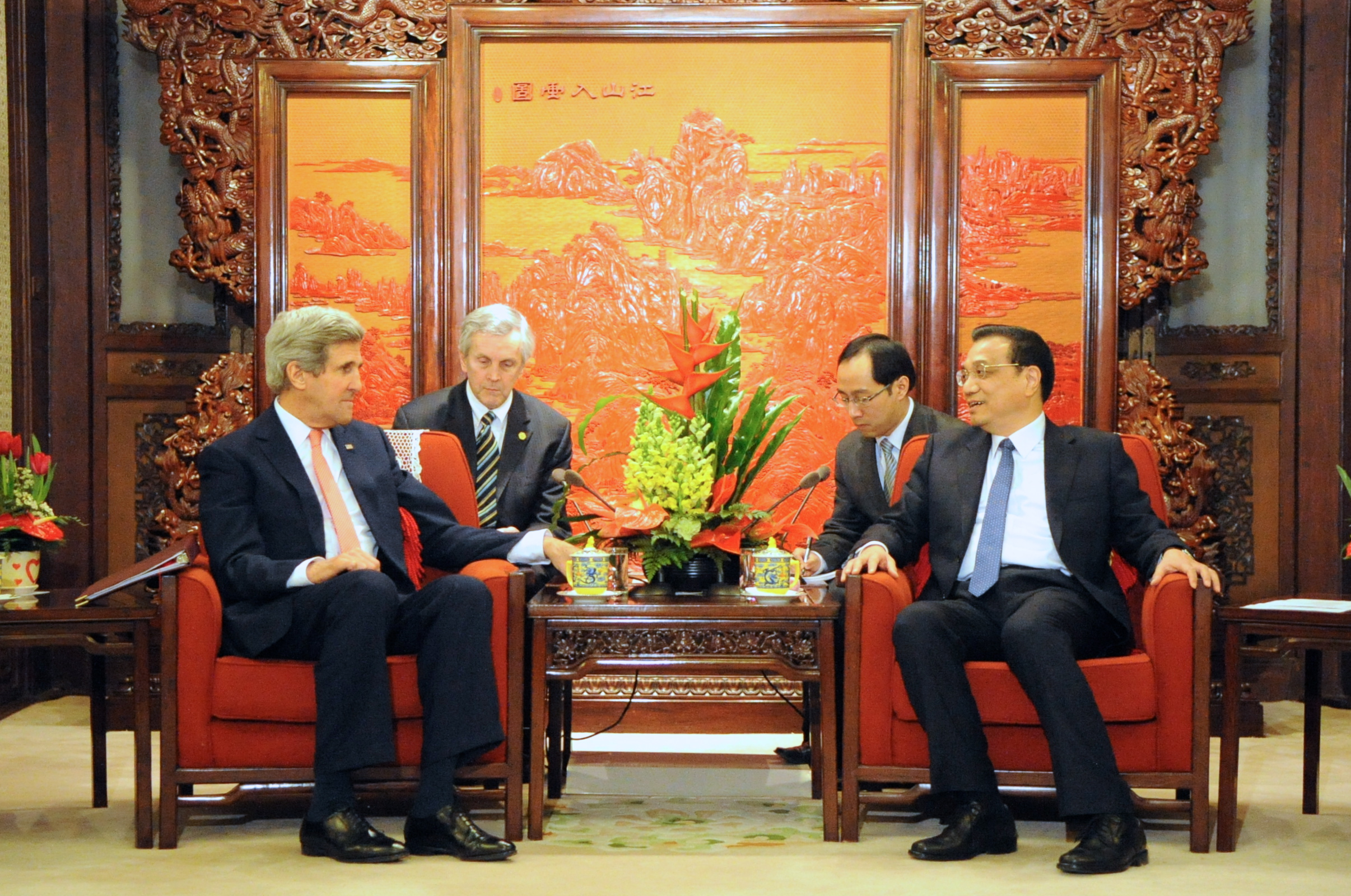
Li se întâlnește cu Secretarul de Stat al Statelor Unite ale Americii John Kerry, februarie 2014.
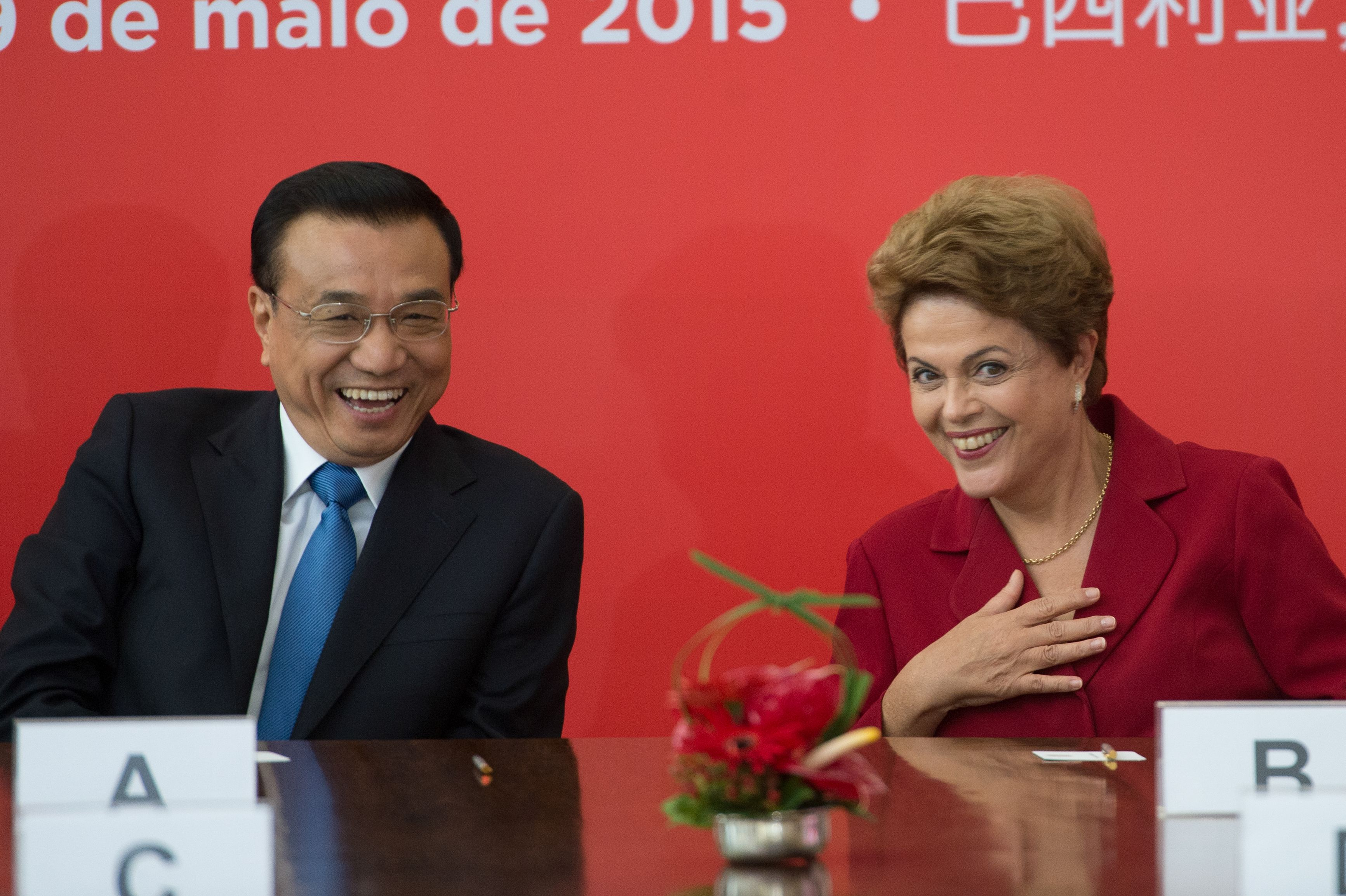
Li se întâlnește cu președintele brazilian Dilma Rousseff, mai 2015.
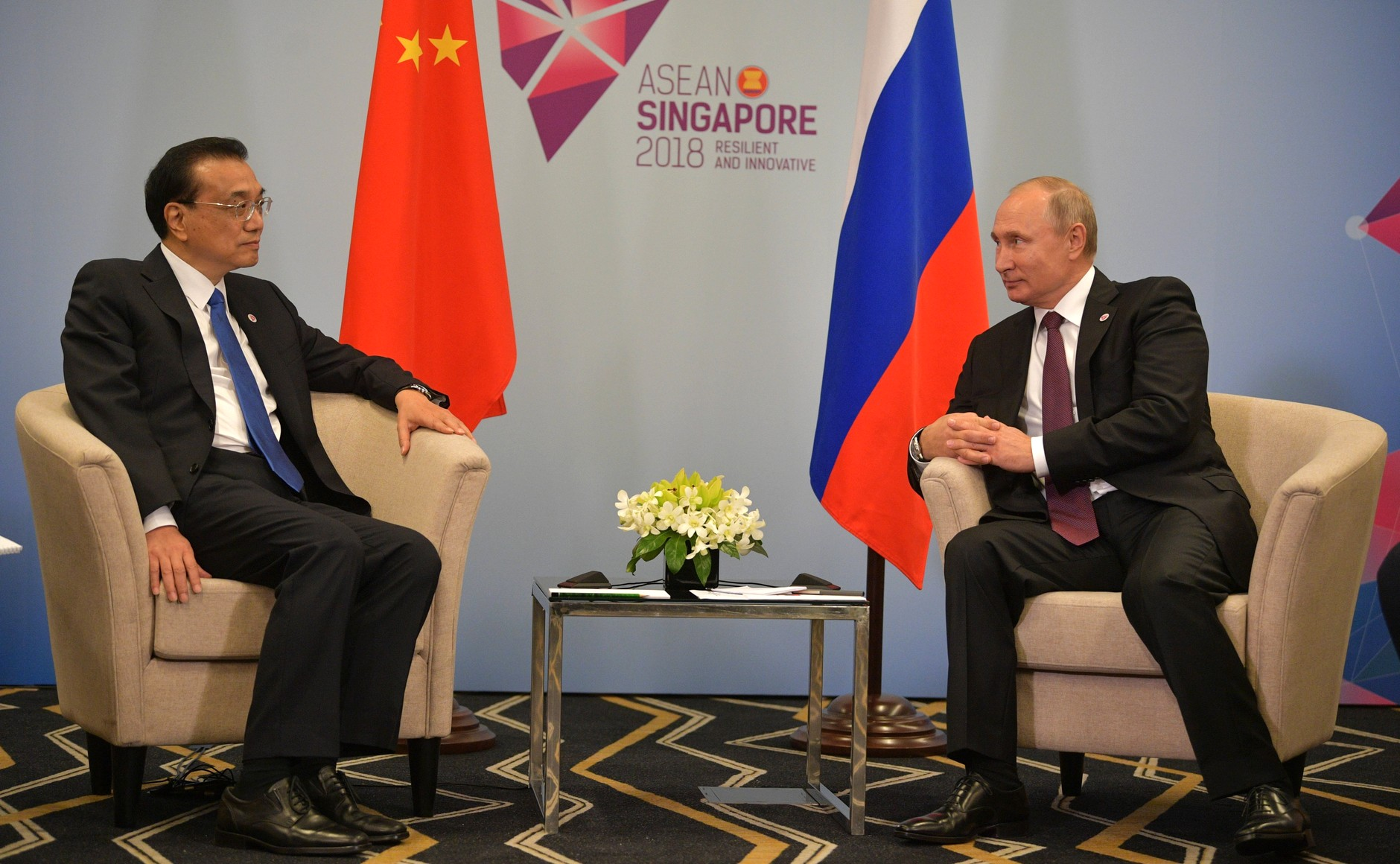
Li se întâlnește cu președintele rus Vladimir Putin, noiembrie 2018.

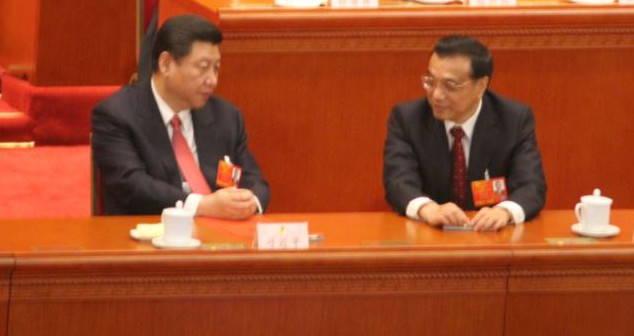
Xi Jinping (stânga) și Li Keqiang (dreapta)

Pe 18 martie 2018, Li a fost numit din nou premier al Chinei după ce a primit 2.964 de voturi pentru și doar două împotrivă din partea Congresului Național al Poporului.

### Epidemia de coronavirus
Li a cerut mai multe eforturi în prevenirea și controlul pandemiei cu noul coronavirus. Din ianuarie 2020, el a fost responsabil de prevenirea și controlul epidemiei. Pe 27 ianuarie, premierul Li Keqiang a vizitat Wuhan pentru a dirija eforturile de prevenire a epidemiei.

## Viață personală
Li a fost căsătorit cu Cheng Hong, profesor de la Universitatea de Economie și de Afaceri din Beijing. Socrul său a fost odată secretar adjunct al Comitetului Central al Ligii Tineretului Comunist. Li poate conversa în limba engleză.
Li suferă de probleme de sănătate. Se abține de la consumul de alcool. Potrivit unui raport publicat în Hong Kong, „Li a suferit de hepatită B, atunci când a fost trimis în zonele rurale în perioada revoluției culturale, iar funcția hepatică a scăzut, provocând boli de rinichi”. Acest lucru a dus la colorarea tenului său.